# Balkon (bouw)

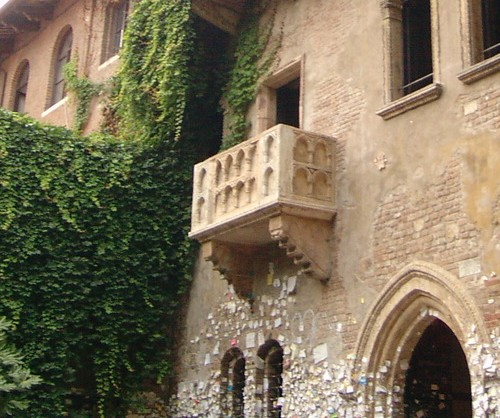
Het balkon van Julia (uit Romeo en Julia) in Verona

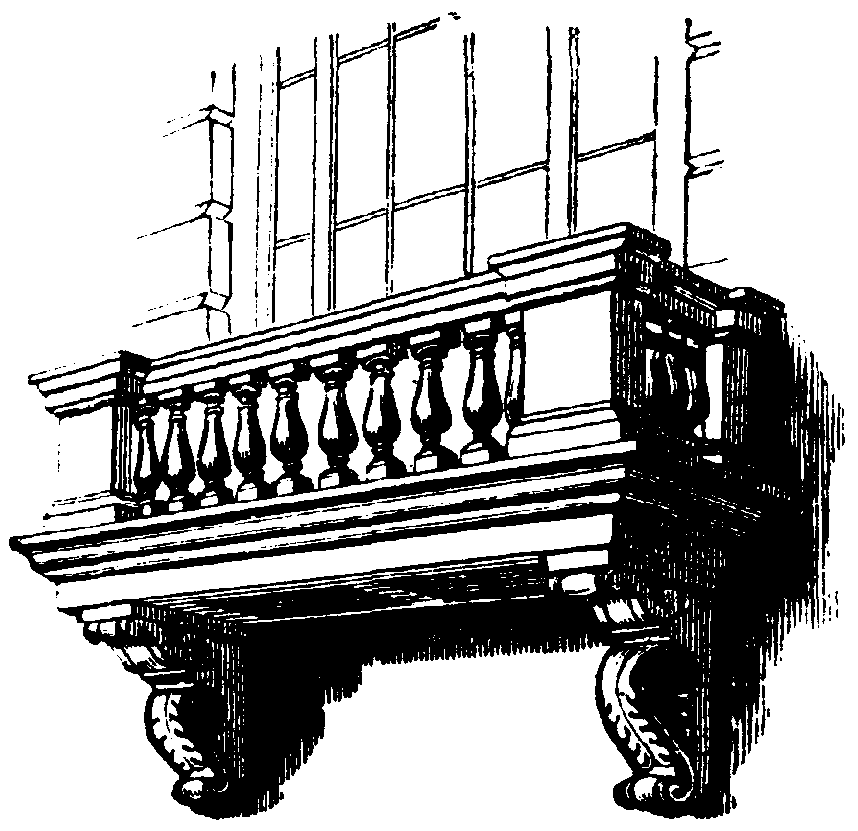
Tekening van een balkon met een klassieke balustrade

Een balkon is een open platform dat niet-gelijkvloers voor een muur is aangebracht. Een balkon is voorzien van een balustrade of borstwering en toegankelijk vanuit de daaraan grenzende binnenruimte door middel van een of twee deuren.
Balkons zijn bedoeld om buiten te verpozen zonder de verdieping te hoeven verlaten en om een ruimer uitzicht te bieden. Ze worden ook wel gebruikt om een menigte toe te zwaaien (denk aan de traditionele balkonscène in Nederland waarbij de koning het volk toezwaait).
Een balkon op de begane grond noemt men doorgaans een veranda. Een balkon onderscheidt zich van een erker doordat het geen geïntegreerd deel uitmaakt van de ruimte waarvoor het is aangebracht en van een loggia omdat het balkon aan de buitenzijde van het gebouw is aangebracht.
Een Frans balkon wordt gevormd door een stel naar binnen draaiende deuren op een verdieping, met aan de buitenzijde de balustrade. Er is zo geen sprake van een betreedbaar balkon.
De term 'balkon' wordt ook wel gebruikt voor een tussenvloer (bijv. in een spoorrijtuig) en een bepaalde zitplaats (zitplaatsrang) in een theater.

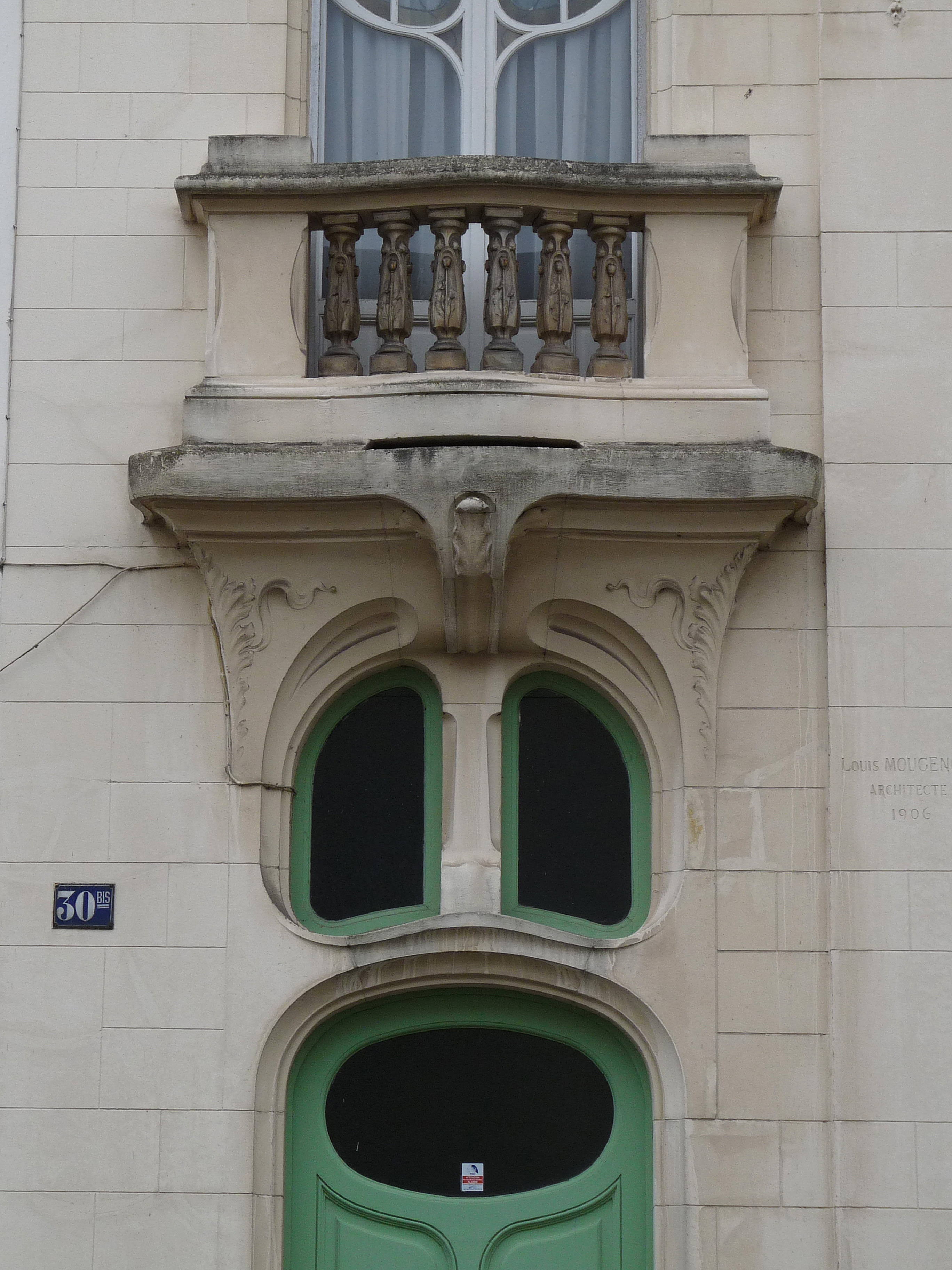
Frans balkon